# 基什瑙梅尼
基什瑙梅尼，是匈牙利索博尔奇-索特马尔-贝拉格州所辖的一个村。总面积18.01平方公里，总人口305，人口密度16.9人/平方公里（2011年1月1日）。